# Segmento terrestre

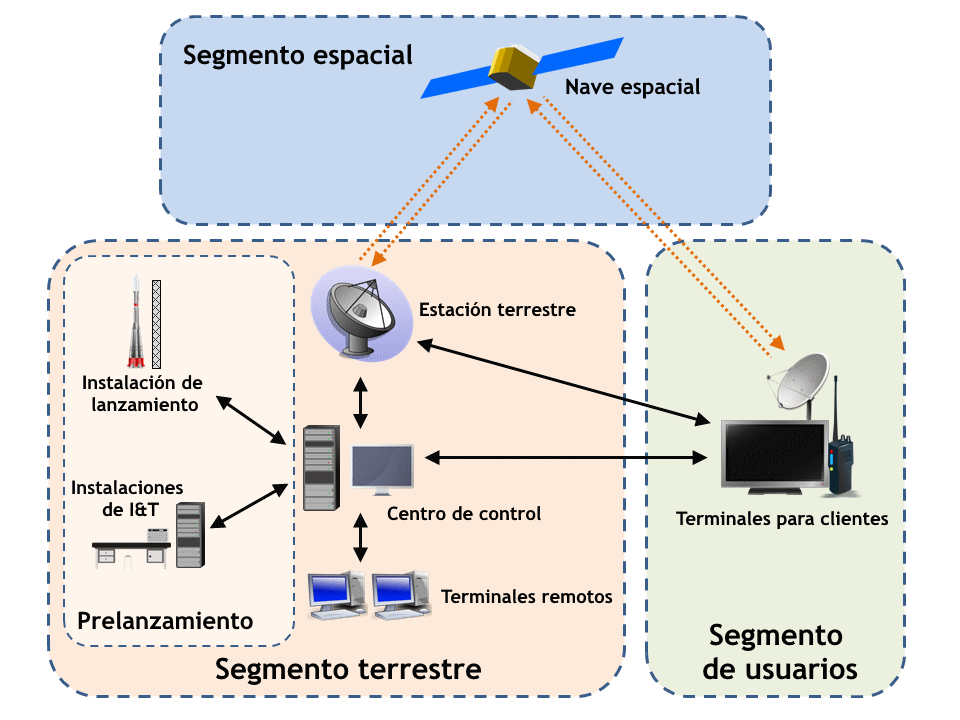
Esquema simplificado de un sistema de nave espacial. Las flechas naranjas punteadas denotan enlaces de radio. Las flechas negras sólidas denotan los enlaces de la red terrestre. (Los terminales de usuario generalmente dependen solo de una de las rutas indicadas para acceder a los recursos del segmento espacial).

Un segmento terrestre consta de todos los elementos en tierra de un sistema de naves espaciales utilizado por los operadores y el personal de apoyo, a diferencia del segmento espacial y el segmento de usuario. El segmento terrestre permite la gestión de una nave espacial, y la distribución de datos de carga útil y telemetría entre las partes interesadas en el terreno. Los elementos primarios de un segmento de tierra son:
- Estaciones terrestres, que proporcionan interfaces de radio con naves espaciales.[2]
- Centros de control de misión, desde los cuales se gestionan las naves espaciales.[3]
- Redes terrestres, que conectan los otros elementos de tierra entre sí.[2][4]
- Terminales remotos, utilizados por personal de apoyo.[2]
- Instalaciones de integración y prueba de naves espaciales.
- Instalaciones de lanzamiento.[3]

Estos elementos están presentes en casi todas las misiones espaciales, ya sean comerciales, militares o científicas. Pueden estar ubicados juntos o separados geográficamente, y pueden ser operados por diferentes partes. Algunos elementos pueden admitir múltiples naves espaciales simultáneamente. 